# Schellweiler
Schellweiler là một đô thị ở huyện Kusel, bang Rheinland-Pfalz, phía tây nước Đức. Đô thị Schellweiler có diện tích 4,31 km².